# 5435 Kameoka
5435 Kameoka eller 1990 BS1 är en asteroid i huvudbältet, som upptäcktes den 21 januari 1990 av den japanske amatörastronomen Atsushi Sugie i Dynic-observatoriet. Den är uppkallad efter den japanska staden Kameoka.
Asteroiden har en diameter på ungefär 26 kilometer.